# Catalina Fernández Llamazares
Catalina Fernández Llamazares (Canseco, década de 1780 - León, 1845) fue una banquera española que gestionó negocios comerciales y financieros. Fue la primera mujer banquera del siglo XIX.

## Biografía
Catalina Fernández-Llamazares y Fernández-Getino nació en el pueblo leonés denominado Canseco perteneciente al municipio de Cármenes, en torno a 1780. En 1805 se casó con Francisco Salinas, un comerciante de origen asturiano establecido en León y que era propietario del negocio La Casa de Banca Salinas, negocio al que se añadió el patrimonio de Catalina Fernández-Llamazares que había sido nombrada heredera universal por su tío Juan Fernández-Getino. Durante sus 29 años de matrimonio gestionaron los negocios juntos y cuando el marido enfermó otorgó plenos poderes a su mujer para manejar el negocio. En 1834 falleció Francisco Salinas.

## Trayectoria
Catalina Fernández Llamazares, al fallecer su marido, se hizo cargo del negocio e incrementó el rendimiento de la Banca. Como el matrimonio no tuvo descendencia y en la sociedad del siglo XIX las mujeres no podían figurar en los negocios solas, es decir sin la figura masculina del padre, esposo o hijo, Catalina Fernández decidió incorporar al negocio a dos sobrinos (José y Felipe) y procedió a constituir la sociedad Viuda de Salinas y Sobrinos, aunque quien llevaba las riendas era la propia Catalina.
Antes del fallecimiento de su marido, Francisco Salinas, y ante el conocimiento de la valía de Catalina, éste otorgó plenos poderes a Catalina para el manejo y desarrollo del negocio: «Confía en su esposa Catalina Fernández-Llamazares, que no duda que por su talento, conocimientos y demás cualidades que la honran, desempeñará dicha Comisión [Real Caja de Amortización] a satisfacción de los señores directores de la citada Real Caja» El marido «da y confiere su poder expecial [sic] amplio, y el que por ley se requiere a la referida Catalina Fernández-Llamazares, su esposa, para que en su nombre y durante la enfermedad que padece pueda administrar, dirigir y gobernar todos los negocios concernientes a la Comisión de la Real Caja de Amortización de esta capital».
La gestión de Catalina al frente de la banca dio prosperidad al negocio y en 1838 el Boletín Oficial de la Provincia anunciaba que la Banca Viuda de Salinas y Sobrinos es comisionada (depositaria) del Banco Español de San Fernando, germen del Banco de España. En 1839, mediante publicación en el Boletín Oficial de la Provincia, se autoriza a la Banca Viuda de Salinas y Sobrinos a despachar billetes del Tesoro.
El negocio bancario, respecto a la época de su marido, se incrementó y modernizó, estableció delegaciones y corredores en diferentes plazas que intermediaban en todo tipo de negocios con la firma Viuda de Salinas. Según la historiadora leonesa Elena Aguado Cabezas, Catalina Fernández Llamazares realizó la transición del negocio bancario gremial, que era hasta entonces, a la banca moderna.
Catalina Fernández Llamazares llevó el peso de sus negocios y consiguió aumentar considerablemente el patrimonio, adquiere casas en la capital, fincas en la provincia, industrias, además de los bienes procedentes del impago de los avales. El patrimonio le permitía respaldar su actividad mercantil y bancaria, ya que en la banca personal se responde, en caso de negocios fallidos, con el patrimonio personal. 
La sociedad Viuda de Salinas y Sobrinos como consecuencia de la desamortización de Mendizabal consiguió hacerse con bienes raíces (tierras y casas) para sí y también, acudiendo a las subastas, para los clientes que representaban.
A la muerte de Catalina en 1845 la Banca Viuda de Salinas siguió operativa y gestionada por sus sobrinos, en 1895 pasó a denominarse Sobrinos de Fernández Llamazares hasta 1924, año en el que es absorbida por el Banco de Bilbao.
Catalina Fernández Llamazares hizo donaciones para asistir a los más necesitados en la ciudad de León y se la considera una precursora de la creación de la Beneficencia.
La Fundación Sierra Pambley organizó en Hall del Museo Sierra Pambley unas jornadas sobre Mujeres burguesas más importantes del siglo XIX leonés incluyendo a Catalina Fernández Llamazares.
El nombre de Catalina Fernández Llamazares fue propuesto para ser incluido en el callejero de la ciudad de León.